# Graham Land

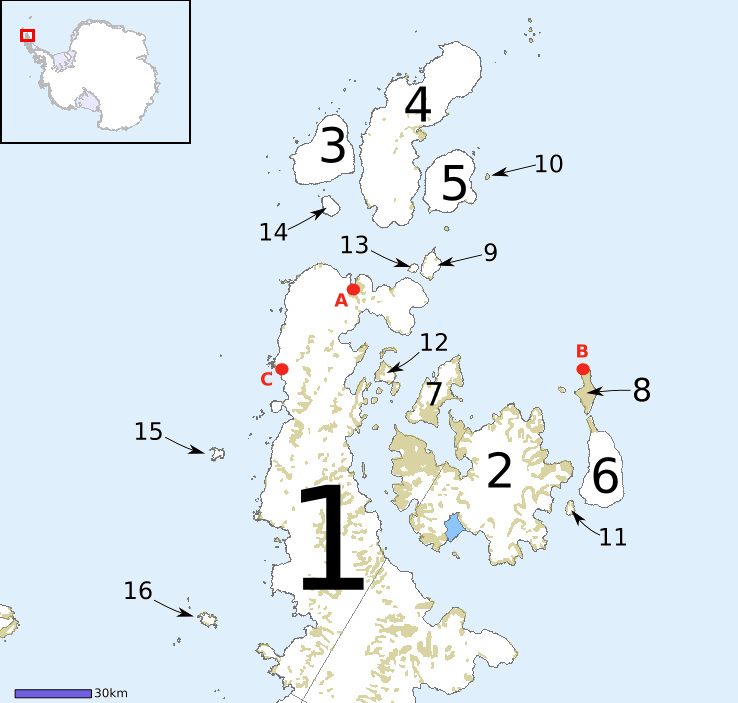
Norra Graham Land och omkringliggande öar.
1 Antarktiska halvön, 2 James Ross Island, 3 D'Urville Island, 4 Joinville Island, 5 Dundee Island, 6 Snow Hill Island, 7 Vega Island, 8 Seymourön, 9 Andersson Island, 10 Paulet Island, 11 Lockyer Island (ö i Antarktis), 12 Eagle Island, 13 Jonassen Island, 14 Bransfield Island, 15 Astrolabe Island, 16 Zigzag Island (ö i Antarktis)

Graham Land (även: Kong Oskar II:s land) är den norra delen av Antarktiska halvön i Västantarktis. Den är uppkallad efter den brittiska politikern James Graham. Graham Land är den del av Antarktis som är närmast Sydamerika. Graham var den brittiska marinens högsta adelsperson när en expedition under John Biscoe 1832 upptäckte landet för det brittiska samväldet.
Gränsen mellan Graham Land och Palmer Land sträcker sig från Cape Jeremy vid 69° 24' syd samt 68° 71' väst till Cape Agassiz vid 69° 29' syd samt 62° 56' väst. Västra delen av Graham Land kännetecknas av branta klippor och glaciär som faller ner i havet.  Även den östra sidan har många glaciärer men kartorna förtecknar oftast vikarnas namn. I genomsnitt är den del av Antarktiska halvön 60 km bred.